# 堀英四郎
堀 英四郎（ほり えいしろう、1874年11月24日 - 1963年7月6日）は、日本の英語学者。

## 人物・来歴
愛媛県今治市出身。1884年徳冨蘆花の英語塾に学び、1888年上京、東京英語学校入学、1894年東京専門学校(早稲田大学)英文科卒、ここで坪内逍遙の講義を受け、神田の国民英学会で英語を教えた。1894年東京府立城北中学校、1897年岡山県立第一中学校に勤め、1902年江田島海軍兵学校教授。1916年-1945年慶応義塾大学教授。この間1932年-1941年NHK英語講座担当。1949年-1954年戸板女子短期大学英文科長。

## 著書
- 『正しい英語会話 抑揚記号つき』アーネスト・ピカリング 共著, エイ・エス・ホーンビー 抑揚記号担当. 大修館書店, 1942
- 『英語會話入門』研究社, 1945
- 『初めて学ぶ人の英語会話 カナ発音と抑揚記号つき』堀直行,堀義明共著. 大修館書店, 1950
- 『高等英語社交会話』大修館書店, 1951
- 『中学ローレル英単語熟語集』編. 修学館, 1956